# Koch Automobile
Die Koch Gruppe Automobile AG ist ein Automobilhandelsunternehmen mit Sitz in Berlin. Es vertreibt Autos verschiedener Marken.

## Geschichte
Das Unternehmen wurde am 20. November 1993 in Berlin-Marzahn unter dem Namen Autohaus Koch GmbH gegründet. Das Angebot umfasste zunächst ausschließlich Autos der Marke Mazda. 1994 zog das Autohaus in einen Neubau um, 1997 wurde – ebenfalls in Marzahn – das erste Gebrauchtwagenzentrum eröffnet. In den folgenden Jahren eröffnete das Unternehmen weitere Standorte in Berlin und Brandenburg, wodurch es im Jahr 2000 größter Mazda-Händler in Deutschland wurde.
Stetig wurden weitere Marken in das Angebot aufgenommen. Sie wurden zunächst als jeweils eigenständige GmbHs geführt, später aber in der ursprünglichen Autohaus Koch GmbH vereint. Im November 2007 wurde als Dachgesellschaft die Koch Gruppe Automobile AG gegründet.
Das Filialnetz erstreckt sich auf die Bundesländer Berlin und Brandenburg, wo an acht Standorten sowohl Neuwagen als auch Gebrauchtwagen vertrieben werden. An allen Standorten werden typenoffen Serviceleistungen erbracht.
Die Firma ist seit 1999 Sponsor des 1. FC Union Berlin.